# Bathophilus longipinnis
Bathophilus longipinnis es una especie de pez de la familia Stomiidae en el orden de los Stomiiformes.

## Morfología
• Los machos pueden llegar alcanzar los 10,9 cm de longitud total.

## Hábitat
Es un pez de mar y de aguas profundas que vive entre 20-1.646 m de profundidad.

## Distribución geográfica
Se encuentra en el  Atlántico oriental (desde el Marruecos hasta Mauritania, y desde Angola hasta Sudáfrica), el Atlántico occidental (el Golfo de México y Antillas, el sureste del Pacífico (Chile y el Mar de la China Meridional.